# 新北市新莊區新莊國民小學
新北市新莊區新莊國民小學位於臺灣新北市新莊區，最初是臺北國語傳習所新莊分教場，後來演變成興直堡公學校，後來才逐漸演變為現在的新莊國小，是新莊歷史悠久的學校之一。

## 沿革
新莊國小的前身是日治時期，在新莊辨務署署長山雄熊氏申請設立的「臺北國語傳習所新莊分教場」。明治卅一年（1898年）4月1日成立時，是借用新莊文昌祠作為上課地點。而在〈臺灣公立公學校規則〉頒布後，臺北國語傳習所新莊分教場於同年（1898年）10月1日改制為「興直堡公學校」。四年後（1902年）的7月25日，成立「頭前分教場」（今三重區二重國小）。
到了明治四十三年（1910年），第一批校舍興建完畢，才有部分師生遷到新校舍上課，而後陸續增建校舍，並向林熊祥購買校地（1.2616甲），公學校才逐漸完備。而後在明治四十五年（1912年）3月29日，頭前分教場獨立成「二重埔公學校」。大正六年（1917年），增設修業兩年的實業科，後來在大正八年（1919年）改為簡易農業學校，三年後（1922年）又改為修業兩年的高等科。此外在大正八年（1919年）時，又成立了「西盛分教場」（今國泰國小，原校址現為民安國小）。
大正十年（1921年）4月29日，校名從「興直堡公學校」改為「新莊第一公學校」，後來到昭和廿年（1945年）1月25日又更名「新莊東國民學校」。二次大戰後，於該年（1945年）10月25日再改稱「新莊國民學校」，次年（1946年）8月1日廢止高等科。民國五十七年（1968年）8月1日，再次更名為「新莊國民小學」。民國七十二年（1983年）9月，調整學區，有十班被劃分到豐年國小。

## 圖片

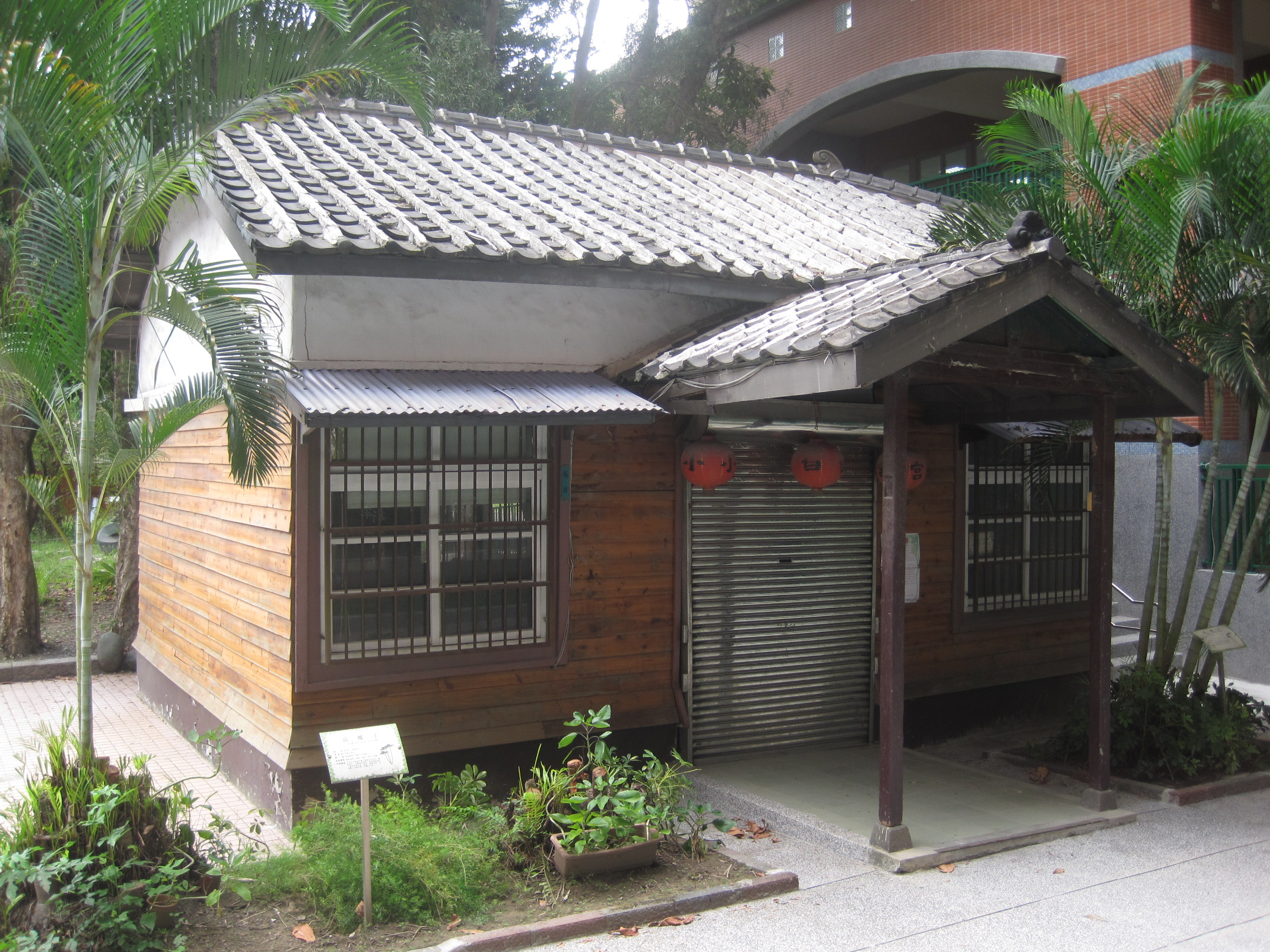
新莊國小小白宮

## 著名校友
- 蔡依林，臺灣知名女歌手
- 蔣根煌：新北市議會第2屆議長。
- 黃林玲玲